# Danh sách quốc gia theo diện tích
Mười quốc gia lớn nhất chiếm hơn nửa diện tích đất liền trên toàn thế giới
Đây là danh sách quốc gia và lãnh thổ phụ thuộc theo diện tích đất liền, diện tích biển, và tổng diện tích.
Các mục trong danh sách này bao gồm, nhưng không giới hạn trong, những vùng trong tiêu chuẩn ISO 3166-1, bao gồm quốc gia có chủ quyền và lãnh thổ phụ thuộc. Toàn bộ 193 quốc gia thành viên Liên Hợp Quốc và hai nước quan sát viên được xếp hạng. Danh sách cũng xếp hạng những quốc gia ít được công nhận không có trong ISO 3166-1. Diện tích của những nước ít được công nhận này thường được tính trong diện tích của những nước được công nhận rộng rãi tranh chấp chủ quyền vùng đó; xem cột "Ghi chú" của mỗi nước cho thông tin chi tiết.
Không có trong danh sách này là những tuyên bố chủ quyền lãnh thổ với những vùng trên lục địa Nam Cực hoặc những tổ chức không coi nó như một quốc gia có chủ quyền hay lãnh thổ phụ thuộc, ví dụ như Liên minh châu Âu
Danh sách này liệt kê ba số đo diện tích:
- Tổng diện tích: tổng của diện tích đất liền và diện tích nước nằm trong ranh giới quốc tế và đường bờ biển.
- Diện tích đất liền: diện tích phần đất liền trong ranh giới quốc tế  và đường bờ biển, không tính diện tích nước.
- Diện tích nước: diện tích bề mặt của tất cả những vùng chứa nước (hồ tự nhiên, hồ chứa nước, và sông) trong ranh giới quốc tế và đường bờ biển.[3] Bao gồm vùng nội thủy. Lãnh hải không được tính trừ khi được ghi chú cụ thể. Vùng tiếp giáp và vùng đặc quyền kinh tế không được tính.

Tất cả số liệu được lấy từ Cục Thống kê Liên Hợp Quốc trừ khi được ghi chú khác.
|  |

## Bản đồ
|  |

## Danh sách
| Nước / Vùng lãnh thổ                                               | Diện tích (km²) | Hạng Quốc gia | Hạng Vùng lãnh thổ | Ghi chú |
| ------------------------------------------------------------------ | --------------- | ------------- | ------------------ | --- |
| Nga                                                                | 17.098.246,00   | 1             | 1                  | Chưa tính Cộng hòa Krym và các vùng đang tranh chấp |
| Canada                                                             | 9.984.670,00    | 2             | 2                  | Quốc gia lớn nhất châu Mỹ. |
| Hoa Kỳ                                                             | 9.796.742,00    | 3/4           | 3/4                | Nước lớn thứ 2 ở châu Mỹ, sau Canada. Bao gồm các đảo kiểm soát trên Đại Tây Dương. Hoa Kỳ có 14 vùng lãnh thổ trực thuộc nằm rải rác trong vùng biển Caribe và Thái Bình Dương (Quần đảo Hawaii,…) cùng 326 Biệt khu thổ dân châu Mỹ. (tổng số 301.608,00 km²).                                                                          |
| Trung Quốc                                                         | 9.596.961,00    | 4/3           | 4/3                | Không bao gồm Đài Loan, khu vực tranh chấp với Ấn Độ (tổng số 137.296,00 km²). |
| Brasil                                                             | 8.515.767,00    | 5             | 5                  | Nước lớn nhất Nam Mỹ. |
| Úc                                                                 | 7.596.897,00    | 6             | 6                  | Bao gồm Lord Howe, Macquarie và 7 lãnh thổ hải ngoại |
| Ấn Độ                                                              | 3.287.263,00    | 7             | 7                  | Số liệu diện tích theo wiki/, không tính các phần lãnh thổ tranh chấp. Diện tích Ấn Độ tuyên bố chủ quyền là 3.287.263,00 km² và không bao gồm các lãnh thổ tranh chấp. |
| Argentina                                                          | 2.780.400,00    | 8             | 8                  | Không bao gồm những vùng tuyên bố chủ quyền tại Quần đảo Falkland, , 2 quần đảo này được biết đến như là 2 vùng lãnh thổ của nước Anh ở Nam Đại Tây Dương và vẫn được Anh kiểm soát cho đến nay. |
| Kazakhstan                                                         | 2.724.900,00    | 9             | 9                  | Gồm cả phần Lãnh thổ ở châu Á và một phần Lãnh thổ ở châu Âu (phía hữu ngạn sông Ural). |
| Algérie                                                            | 2.381.741,00    | 10            | 10                 | Nước lớn nhất châu Phi. |
| Cộng hòa Dân chủ Congo                                             | 2.345.409,00    | 11            | 11                 | |
| Greenland                                                          | 2.166.086,00    | -             | 12                 | 1 Quốc gia cấu thành của Vương quốc Đan Mạch. |
| Ả Rập Xê Út                                                        | 2.149.690,00    | 12            | 13                 | |
| México                                                             | 1.973.000,00    | 13            | 14                 | |
| Indonesia                                                          | 1.905.000,00    | 14            | 15                 | Nước lớn nhất Đông Nam Á. |
| Sudan                                                              | 1.886.068,00    | 15            | 16                 | |
| Libya                                                              | 1.759.541,00    | 16            | 17                 | |
| Iran                                                               | 1.648.195,00    | 17            | 18                 | |
| Mông Cổ                                                            | 1.556.000,00    | 18            | 19                 | |
| Peru                                                               | 1.285.216,00    | 19            | 20                 | |
| Chad                                                               | 1.284.000,00    | 20            | 21                 | |
| Niger                                                              | 1.267.000,00    | 21            | 22                 | |
| Angola                                                             | 1.246.700,00    | 22            | 23                 | |
| Mali                                                               | 1.240.192,00    | 23            | 24                 | |
| Nam Phi                                                            | 1.221.037,00    | 24            | 25                 | Bao gồm Quần đảo Prince Edward (Đảo Marion và Quần đảo Prince Edward). |
| Colombia                                                           | 1.141.748,00    | 25            | 26                 | Bao gồm Đảo Malpelo, Đảo nhỏ Roncador, Bờ Serrana và Bờ Serranilla. |
| Ethiopia                                                           | 1.104.300,00    | 26            | 27                 | |
| Bolivia                                                            | 1.098.581,00    | 27            | 28                 | |
| Mauritanie                                                         | 1.030.700,00    | 28            | 29                 | |
| Ai Cập                                                             | 1.002.450,00    | 29            | 30                 | Bao gồm Tam giác Hala'ib. |
| Tanzania                                                           | 945.087,00      | 30            | 31                 | Bao gồm các đảo Mafia, Pemba và Zanzibar. |
| Nigeria                                                            | 923.768,00      | 31            | 32                 | |
| Venezuela                                                          | 916.445,00      | 32            | 33                 | Gồm Federal Dependencies of Venezuela |
| Pakistan                                                           | 881.913,00      | 33            | 34                 | Bao gồm Azad Kashmir và Các vùng Bắc, khu vực đang tranh chấp với Ấn Độ. |
| Namibia                                                            | 825.615,00      | 34            | 35                 | |
| Mozambique                                                         | 801.590,00      | 35            | 36                 | |
| Thổ Nhĩ Kỳ                                                         | 783.562,00      | 36            | 37                 | |
| Chile                                                              | 756.102,00      | 37            | 38                 | Bao gồm Đảo Phục Sinh (Isla de Pascua; Rapa Nui) và Đảo Sala y Gómez. |
| Zambia                                                             | 752.618,00      | 38            | 39                 | |
| Myanmar                                                            | 676.578,00      | 39            | 40                 | Nước lớn thứ hai tại Đông Nam Á chỉ sau Indonesia |
| Afghanistan                                                        | 652.860,00      | 40            | 41                 | |
| Nam Sudan                                                          | 644.329,00      | 41            | 42                 | |
| Pháp                                                               | 643.801,90      | 42            | 43                 | Chỉ gồm phần lãnh thổ tại châu Âu; toàn bộ Cộng hòa Pháp bao gồm 12 lãnh thổ hải ngoại. Nếu tính (gồm cả thuộc địa) là 760.075,00 km². Ngoài ra còn có Vùng đất phía Nam và châu Nam Cực thuộc Pháp |
| Somalia                                                            | 637.657,00      | 43            | 44                 | |
| Cộng hòa Trung Phi                                                 | 622.984,00      | 44            | 45                 | |
| Ukraina                                                            | 603.628,00      | 45            | 46                 | |
| Madagascar                                                         | 587.041,00      | 46            | 47                 | |
| Botswana                                                           | 582.000,00      | 47            | 48                 | |
| Kenya                                                              | 580.367,00      | 48            | 49                 | |
| Yemen                                                              | 555.000,00      | 49            | 50                 | Gồm Perim, Socotra, Cộng hòa Ả Rập Yemen (YAR hay Bắc Yemen) và Cộng hòa Dân chủ Nhân dân Yemen (PDRY hay Nam Yemen). |
| Thái Lan                                                           | 513.120,00      | 50            | 51                 | |
| Tây Ban Nha                                                        | 505.990,00      | 51            | 52                 | Có 19 cộng đồng tự trị gồm Quần đảo Balearic và Quần đảo Canary, Catalunya và 3 đảo thuộc chủ quyền Tây Ban Nha ngoài khơi bờ biển Maroc - Quần đảo Chafarina, Peñón de Alhucemas và Peñón de Vélez de la Gomera. |
| Turkmenistan                                                       | 488.100,00      | 52            | 53                 | |
| Cameroon                                                           | 475.442,00      | 53            | 54                 | |
| Papua New Guinea                                                   | 462.840,00      | 54            | 55                 | |
| Thụy Điển                                                          | 450.295,00      | 55            | 56                 | |
| Uzbekistan                                                         | 447.400,00      | 56            | 57                 | |
| Maroc                                                              | 446.550,00      | 57            | 58                 | Không gồm Tây Sahara. |
| Iraq                                                               | 438.317,00      | 58            | 59                 | |
| Paraguay                                                           | 406.752,00      | 59            | 60                 | |
| Zimbabwe                                                           | 390.745,00      | 60            | 61                 | |
| Na Uy                                                              | 385.207,00      | 61            | 62                 | Bao gồm Svalbard, Jan Mayen, Đảo Bouvet, Đảo Peter I và Đất Queen Maud |
| Nhật Bản                                                           | 377.973,00      | 62            | 63                 | Gồm Quần đảo Bonin (Ogasawara-gunto), Daito-shoto, Minami-jima, Okino-tori-shima, Quần đảo Ryukyu (Nansei-shoto) và Quần đảo Volcano (Kazan-retto); Không bao gồm Quần đảo Nam Kuril. |
| Đức                                                                | 357.588,00      | 63            | 64                 | |
| Congo                                                              | 342.000,00      | 64            | 65                 | |
| Phần Lan                                                           | 338.462,00      | 65            | 66                 | |
| Việt Nam                                                           | 331.690,00      | 66            | 67                 | Bao gồm Quần đảo Hoàng Sa ,Quần đảo Trường Sa và các đảo khác tại Biển Đông |
| Malaysia                                                           | 330.803,00      | 67            | 68                 | |
| Bờ Biển Ngà                                                        | 322.463,00      | 68            | 69                 | |
| Ba Lan                                                             | 312.696,00      | 69            | 70                 | |
| Oman                                                               | 309.501,00      | 70            | 71                 | |
| Ý                                                                  | 301.340,00      | 71            | 72                 | |
| Philippines                                                        | 300.000,00      | 72            | 73                 | |
| Ecuador                                                            | 276.841,00      | 73            | 74                 | Gồm cả Quần đảo Galápagos. |
| Burkina Faso                                                       | 272.967,00      | 74            | 75                 | |
| New Zealand                                                        | 270.467,00      | 75            | 76                 | Gồm Quần đảo Antipodes, Quần đảo Cook, Quần đảo Auckland, Quần đảo Bounty, Đảo Campbell, Quần đảo Chatham, Niue, Tokelau, Quần đảo Kermadec và Lãnh thổ phụ thuộc Ross |
| Gabon                                                              | 267.668,00      | 76            | 77                 | |
| Tây Sahara                                                         | 266.000,00      | 77            | 78                 | Phần lớn thuộc quyền chiếm đóng của Maroc, một số lãnh thổ thuộc quyền hành chính của Cộng hòa Dân chủ Ả Rập Sahrawi. |
| Guinée                                                             | 245.857,00      | 78            | 79                 | |
| Anh Quốc                                                           | 242.495,00      | 79            | 80                 | Gồm Rockall, không bao gồm 3 Vùng phụ thuộc (768 km²), Anh có 16 Lãnh thổ hải ngoại thuộc Anh. Có những lãnh thổ chưa giành được độc lập hoặc đã bỏ phiếu để duy trì vị thế lãnh thổ thuộc Anh, có những lãnh thổ không có dân hoặc chỉ có giới quân sự và khoa học tạm cư và Lãnh thổ Nam Cực thuộc Anh (1.395.000 km²) đang tranh chấp. |
| Uganda                                                             | 241.550,00      | 80            | 81                 | |
| Ghana                                                              | 238.533,00      | 81            | 82                 | |
| România                                                            | 238.397,00      | 82            | 83                 | |
| Lào                                                                | 237.955,00      | 83            | 84                 | |
| Guyana                                                             | 214.969,00      | 84            | 85                 | |
| Belarus                                                            | 207.600,00      | 85            | 86                 | |
| Kyrgyzstan                                                         | 199.900,00      | 86            | 87                 | |
| Sénégal                                                            | 196.722,00      | 87            | 88                 | |
| Syria                                                              | 185.180,00      | 88            | 89                 | Gồm cả Cao nguyên Golan. |
| Campuchia                                                          | 181.035,00      | 89            | 90                 | |
| Uruguay                                                            | 176.215,00      | 90            | 91                 | |
| Somaliland                                                         | 176.120,00      | -             | -                  | Theo LHQ, Somaliland không phải quốc gia độc lập và chưa được quốc tế công nhận là một khu vực tự trị của Somalia. |
| Suriname                                                           | 163.820,00      | 91            | 92                 | |
| Tunisia                                                            | 163.610,00      | 92            | 93                 | |
| Bangladesh                                                         | 147.570,00      | 93            | 94                 | |
| Nepal                                                              | 147.516,00      | 94            | 95                 | |
| Tajikistan                                                         | 143.100.00      | 95            | 96                 | |
| Hy Lạp                                                             | 131.957,00      | 96            | 97                 | |
| Nicaragua                                                          | 130.370,00      | 97            | 98                 | |
| CHDCND Triều Tiên                                                  | 120.540,00      | 98            | 99                 | |
| Malawi                                                             | 118.484,00      | 99            | 100                | |
| Eritrea                                                            | 117.600,00      | 100           | 101                | Gồm cả vùng Badme. |
| Bénin                                                              | 112.622,00      | 101           | 102                | |
| Honduras                                                           | 112.492,00      | 102           | 103                | |
| Liberia                                                            | 111.369,00      | 103           | 104                | |
| Bulgaria                                                           | 110.879,00      | 104           | 105                | |
| Cuba                                                               | 109.884,00      | 105           | 106                | |
| Guatemala                                                          | 108.889,00      | 106           | 107                | |
| Iceland                                                            | 103.000,00      | 107           | 108                | |
| Hàn Quốc                                                           | 100.210,00      | 108           | 109                | |
| Hungary                                                            | 93.028,00       | 109           | 110                | |
| Bồ Đào Nha                                                         | 92.212,00       | 110           | 111                | Gồm cả Açores và Quần đảo Madeira. |
| Jordan                                                             | 89.342,00       | 111           | 112                | |
| Serbia                                                             | 88.361,00       | 112           | 113                | Gồm cả Kosovo. |
| Azerbaijan                                                         | 86.600,00       | 113           | 114                | Gồm cả phần tách rời Cộng hòa tự trị Nakhchivan và vùng Nagorno-Karabakh. |
| Áo                                                                 | 83.871,00       | 114           | 115                | |
| UAE                                                                | 83.657,00       | 115           | 116                | |
| Guyane thuộc Pháp                                                  | 83.534,00       | -             | 117                | Lãnh thổ hải ngoại Pháp. |
| Cộng hòa Séc                                                       | 78.865,00       | 116           | 118                | |
| Panama                                                             | 75.417,00       | 117           | 119                | |
| Sierra Leone                                                       | 71.740,00       | 118           | 120                | |
| Ireland                                                            | 70.273,00       | 119           | 121                | |
| Georgia                                                            | 69.700,00       | 120           | 122                | |
| Sri Lanka                                                          | 65.610,00       | 121           | 123                | |
| Litva                                                              | 65.300,00       | 122           | 124                | |
| Latvia                                                             | 64.559,00       | 123           | 125                | |
| Svalbard (Na Uy)                                                   | 62.045,00       | -             | 126                | Lãnh thổ của Na Uy, gồm cả Spitsbergen và Bjornoya (Đảo Bear) và không gồm đảo Jan Mayen. |
| Togo                                                               | 56.785,00       | 124           | 127                | |
| Croatia                                                            | 56.594,00       | 126           | 128                | |
| Bosna và Hercegovina                                               | 51.209,00       | 126           | 129                | |
| Costa Rica                                                         | 51.100,00       | 127           | 130                | Gồm cả Isla del Coco. |
| Slovakia                                                           | 49.037,00       | 128           | 131                | |
| Cộng hòa Dominica                                                  | 48.671,00       | 129           | 132                | |
| Estonia                                                            | 45.227,00       | 130           | 133                | Gồm cả 1.520 đảo tại Biển Baltic. |
| Đan Mạch                                                           | 43.094,00       | 131           | 134                | Chỉ gồm riêng Đan Mạch, toàn bộ Vương quốc Đan Mạch gồm cả Greenland rộng 2.210.579 km². |
| Hà Lan                                                             | 41.850,00       | 132           | 135                | Gồm riêng Hà Lan, toàn bộ Vương quốc Hà Lan là 42.847 km². |
| Thụy Sĩ                                                            | 41.284,00       | 133           | 136                | |
| Bhutan                                                             | 38.394,00       | 134           | 137                | |
| Đài Loan                                                           | 36.193,00       | 135           | 138                | Chỉ gồm những Lãnh thổ hiện thuộc quyền kiểm soát của Chính phủ Trung Hoa Dân Quốc, tức là các đảo Đài Loan, Bành Hồ, Kim Môn và Mã Tổ. |
| Guiné-Bissau                                                       | 36.125,00       | 136           | 139                | |
| Moldova                                                            | 33.846,00       | 137           | 140                | |
| Bỉ                                                                 | 30.689,00       | 137           | 141                | |
| Lesotho                                                            | 30.355,00       | 139           | 142                | |
| Armenia                                                            | 29.843,00       | 140           | 143                | Không gồm Nagorno-Karabakh. |
| Quần đảo Solomon                                                   | 28.896,00       | 141           | 144                | |
| Albania                                                            | 28.748,00       | 142           | 145                | |
| Guinea Xích Đạo                                                    | 28.051,00       | 143           | 146                | |
| Burundi                                                            | 27.834,00       | 144           | 147                | Chỉ gồm những Lãnh thổ hiện thuộc quyền kiểm soát của Chính phủ |
| Haiti                                                              | 27.750,00       | 145           | 148                | |
| Cộng hòa Krym                                                      | 27.000,00       | -             | -                  | Đã gia nhập Liên bang Nga, trước đó là 1 Cộng hòa tự trị nằm trong nhà nước Ukraine. |
| Rwanda                                                             | 26.338,00       | 146           | 149                | |
| Bắc Macedonia                                                      | 25.713,00       | 147           | 150                | |
| Djibouti                                                           | 23.200,00       | 148           | 151                | |
| Belize                                                             | 22.966,00       | 149           | 152                | |
| El Salvador                                                        | 21.041,00       | 150           | 153                | |
| Israel                                                             | 20.770,00       | 151           | 154                | Gồm cả Cao nguyên Golan, nhưng không gồm Dải Gaza hay Bờ Tây. |
| Slovenia                                                           | 20.273,00       | 152           | 155                | |
| Nouvelle-Calédonie                                                 | 18.575,00       | -             | 156                | Quốc gia thuộc Pháp. |
| Fiji                                                               | 18.274,00       | 153           | 157                | |
| Kuwait                                                             | 17.818,00       | 154           | 158                | |
| Eswatini                                                           | 17.364,00       | 155           | 159                | |
| Đông Timor                                                         | 14.874,00       | 156           | 160                | |
| Bahamas                                                            | 13.943,00       | 157           | 161                | |
| Montenegro                                                         | 13.812,00       | 158           | 162                | |
| Vanuatu                                                            | 12.189,00       | 159           | 163                | |
| Quần đảo Falkland/Malvinas                                         | 12.173,00       | -             | 164                | Lãnh thổ hải ngoại Anh, Argentina tuyên bố chủ quyền. |
| Qatar                                                              | 11.586,00       | 160           | 165                | |
| Gambia                                                             | 11.295,00       | 161           | 166                | |
| Jamaica                                                            | 10.991,00       | 162           | 167                | |
| Kosovo                                                             | 10.887,00       |               | 168                | Serbia tuyên bố chủ quyền. |
| Liban                                                              | 10.452,00       | 163           | 169                | |
| Síp                                                                | 9.251,00        | 164           | 170                | Gồm các vùng: lãnh thổ ly khai Bắc Síp (3.355 km²) của người Thổ Nhĩ Kỳ, vùng đệm LHQ lập (346 km²), nước Anh chiếm giữ Akrotiri và Dhekelia (254 km²). |
| Puerto Rico                                                        | 9.104,00        | -             | 171                | Lãnh thổ Hoa Kỳ. |
| Abkhazia                                                           | 8.660,00        | -             | -                  | . |
| Vùng đất phía Nam và châu Nam Cực thuộc Pháp                       | 7.747,00        | -             | -                  | "Terres australes et antarctiques françaises" |
| Các tiểu đảo xa của Hoa Kỳ                                         | 6.959,41        | -             | 172                | Các Quần đảo không có người ở thuộc chủ quyền Hoa Kỳ; gồm đảo san hô Palmyra, Đảo Wake, Quần đảo Midway (gồm Đảo Đông, Đảo Sand, Đảo Spit), Đảo Navassa, Đảo Jarvis, Đảo san hô Johnston, Đảo Howland, Đảo Baker, Rạn san hô vòng Kure, Quần đảo Hawaii và Rạn san hô Kingman.                                                            |
| Palestine                                                          | 6.220,00        | 165           | 173                | Gồm Bờ Tây (5640 km²) và Dải Gaza (340 km²). |
| Brunei                                                             | 5.765,00        | 166           | 174                | |
| Trinidad và Tobago                                                 | 5.130,00        | 167           | 175                | |
| Polynésie thuộc Pháp                                               | 4.167,00        | -             | 176                | Lãnh thổ hải ngoại của Pháp. |
| Transnistria                                                       | 4.163,00        | -             | -                  | Là một quốc gia ly khai chưa được công nhận nằm trong dải đất hẹp giữa sông Dniester và biên giới Moldova - Ukraina, cũng như một số vùng đất ở bên kia bờ sông |
| Cabo Verde                                                         | 4.033,00        | 168           | 177                | |
| Nam Georgia và Quần đảo Nam Sandwich (Anh)                         | 3.903,00        | -             | 178                | Lãnh thổ hải ngoại Anh, Argentina tuyên bố chủ quyền; gồm cả Shag Rocks, Black Rock, Clerke Rocks, Đảo Nam Georgia, Chim, và Quần đảo Nam Sandwich, gồm một số trong 9 đảo. |
| Nam Ossetia                                                        | 3.900,00        | -             | -                  | |
| Bắc Síp                                                            | 3.355,00        | -             | -                  | |
| Samoa                                                              | 2.842,00        | 169           | 179                | |
| Luxembourg                                                         | 2.586,00        | 170           | 180                | |
| Réunion                                                            | 2.507,00        | -             | -                  | |
| Mauritius                                                          | 2.040,00        | 171           | 181                | Gồm Quần đảo Agalega, Bãi cát ngầm Cargados Carajos (Saint Brvandon), và Rodrigues. |
| Comoros                                                            | 1.862,00        | 172           | 182                | Không gồm Mayotte. |
| Guadeloupe (Pháp)                                                  | 1.628,00        | -             | 183                | Lãnh thổ hải ngoại Pháp gồm La Désirade, Marie Galante, Les saintes, Saint-Barthélemy và Saint Martin (phần của Pháp). |
| Quần đảo Åland (Phần Lan)                                          | 1.580,00        | -             | 184                | |
| Quần đảo Faroe                                                     | 1.393,00        | -             | 185                | Lãnh thổ tự trị của Đan Mạch. |
| Martinique                                                         | 1.128,00        | -             | 186                | Lãnh thổ hải ngoại Pháp. |
| Hồng Kông                                                          | 1.106,00        | -             | 187                | Đặc khu hành chính của CHND Trung Hoa. |
| Antille thuộc Hà Lan                                               | 999             | -             | 188                | Vùng tự trị Hà Lan; gồm Bonaire, Curacao, Saba, Sint Eustatius, và Sint Maarten (phần Hà Lan trên đảo Saint Martin). |
| São Tomé và Príncipe                                               | 964             | 173           | 189                | |
| Quần đảo Turks và Caicos (Anh)                                     | 948             | -             | 190                | Lãnh thổ hải ngoại Anh. |
| Sevastopol                                                         | 864             | -             | -                  | Là 1 thành phố tự trị nằm trên bán đảo Crimea, đã gia nhập vào Liên bang Nga cùng với Cộng hòa tự trị Crimea, trước đó nằm trong nhà nước Ukraine. |
| Kiribati                                                           | 811             | 174           | 191                | Gồm nhóm 3 đảo - Quần đảo Gilbert, Quần đảo Line, Quần đảo Phoenix. |
| Bahrain                                                            | 765,3           | 175           | 192                | |
| Dominica                                                           | 751             | 176           | 193                | |
| Tonga                                                              | 747             | 177           | 194                | |
| Singapore                                                          | 728,6           | 178           | 195                | |
| Liên bang Micronesia                                               | 702             | 179           | 196                | Gồm Pohnpei (Ponape), Chuuk (Truk), Quần đảo Yap, và Kosrae (Kosaie). |
| Saint Lucia                                                        | 616             | 180           | 197                | |
| Đảo Man (Anh)                                                      | 572             | -             | 198                | Vùng phụ thuộc Anh. |
| Guam (Mỹ)                                                          | 549             | -             | 199                | Lãnh thổ chưa được gộp vào của Hoa Kỳ. |
| Nhà nước Liên bang Novorossiya                                     | 542             | -             | -                  | Nhà nước tự xưng tuyên bố thành lập ngày 22/5/2014 do lực lượng ly khai ở 2 tỉnh Donetsk và Luhansk thuộc lãnh thổ miền Đông Ukraina hợp thành. |
| Andorra                                                            | 468             | 181           | 200                | |
| Quần đảo Bắc Mariana (Mỹ)                                          | 464             | -             | 201                | Trong Khối thịnh vượng chung chính trị với Hoa Kỳ; gồm 14 quần đảo, gồm cả Saipan, Rota và Tinian. |
| Palau                                                              | 459             | 182           | 202                | |
| Seychelles                                                         | 452             | 183           | 203                | |
| Curaçao (Hà Lan)                                                   | 444             | -             | 204                | |
| Antigua và Barbuda                                                 | 442             | 184           | 205                | Gồm Redonda, 1,6 km². |
| Barbados                                                           | 430             | 185           | 206                | |
| Đảo Heard và quần đảo McDonald (Úc)                                | 412             | -             | 207                | Lãnh thổ hải ngoại không có người ở của Úc. |
| Saint Vincent và Grenadines                                        | 389             | 186           | 208                | |
| Jan Mayen (Na Uy)                                                  | 377             | -             | 209                | Là 1 Lãnh thổ tự trị thuộc Na Uy. |
| Mayotte (Pháp)                                                     | 374             | -             | 210                | Lãnh thổ hải ngoại Pháp. |
| Quần đảo Virgin thuộc Mỹ                                           | 347             | -             | 211                | Vùng phụ thuộc Hoa Kỳ. |
| Grenada                                                            | 344             | 187           | 212                | |
| Malta                                                              | 316             | 188           | 213                | |
| Saint Helena, Ascension và Tristan da Cunha & vùng phụ thuộc (Anh) | 308             | -             | 214                | |
| Maldives                                                           | 300             | 189           | 215                | |
| Bonaire (Hà Lan)                                                   | 294             | -             | 216                | |
| Quần đảo Cayman                                                    | 264             | -             | 217                | Lãnh thổ hải ngoại Anh. |
| Saint Kitts và Nevis                                               | 261             | 190           | 218                | |
| Niue (New Zealand)                                                 | 260             | -             | 219                | Quốc gia tự quản trong Liên hiệp tự do với New Zealand. |
| Akrotiri và Dhekelia (Anh)                                         | 253,8           | -             | 220                | Các vùng dựa trên chủ quyền nước Anh tại đảo Síp. |
| Réunion (Pháp)                                                     | 251             | -             | 221                | Lãnh thổ hải ngoại Pháp. |
| Saint-Pierre và Miquelon (Pháp)                                    | 242             | -             | 222                | Lãnh thổ hải ngoại Pháp; gồm 8 đảo nhỏ trong nhóm Saint Pierre và Miquelon. |
| Quần đảo Cook (New Zealand)                                        | 236             | -             | 223                | Tự quản trong Liên hiệp tự do với New Zealand. |
| Samoa thuộc Mỹ                                                     | 199             | -             | 224                | Lãnh thổ chưa sáp nhập của Hoa Kỳ; gồm Đảo Rose và Đảo Swain. |
| Quần đảo Marshall                                                  | 181             | 191           | 225                | Gồm dải đá ngầm Bikini, Enewetak, Kwajalein, Majuro, Rongelap, và Utirik. |
| Aruba                                                              | 180             | -             | 226                | Vùng tự quản của Hà Lan. |
| Đảo Phục Sinh                                                      | 163,6           | -             | 227                | Lãnh thổ đặc biệt của Chile |
| Liechtenstein                                                      | 160             | 192           | 228                | |
| Quần đảo Virgin thuộc Anh                                          | 153             | -             | 229                | Lãnh thổ hải ngoại Anh; gồm 16 đảo có người ở và 20 đảo không người ở; gồm đảo Anegada. |
| Wallis và Futuna (Pháp)                                            | 142             | -             | 230                | Lãnh thổ hải ngoại Pháp; gồm Île Uvéa (Đảo Wallis), Île Futuna (Đảo Futuna), Île Alofi, và 20 đảo nhỏ. |
| Đảo Giáng Sinh (Úc)                                                | 135             | -             | 231                | Lãnh thổ Úc. |
| Socotra (Yemen)                                                    | 132             | -             | 232                | Là 1 quần đảo trong Biển Ả Rập, nằm dưới quyền kiểm soát của Yemen, nhưng Somalia tuyên bố chủ quyền. |
| Jersey (Quần đảo Eo Biển, Anh)                                     | 119,5           | -             | 233                | Vương quốc phụ thuộc Anh. |
| Montserrat (Anh)                                                   | 102             | -             | 234                | Lãnh thổ hải ngoại Anh. |
| Anguilla                                                           | 91              | -             | 235                | Lãnh thổ hải ngoại Anh. |
| Guernsey (Quần đảo Eo Biển, Anh)                                   | 78              | -             | 236                | Vương quốc phụ thuộc Anh; gồm Alderney, Guernsey, Herm, Sark và một số đảo nhỏ khác. |
| San Marino                                                         | 61              | 193           | 237                | |
| Lãnh thổ Ấn Độ Dương thuộc Anh                                     | 60              | -             | 238                | Lãnh thổ hải ngoại Anh; gồm toàn bộ Quần đảo Chagos. |
| Bermuda (Anh)                                                      | 54              | -             | 239                | Lãnh thổ hải ngoại Anh. |
| Saint-Martin (Pháp)                                                | 54              | -             | 240                | |
| Đảo Bouvet (Na Uy)                                                 | 49              | -             | 241                | Đảo không người ở do Na Uy tuyên bố chủ quyền. |
| Quần đảo Pitcairn (Anh)                                            | 47              | -             | -                  | Vùng tự quản của Úc. |
| Îles Éparses (Pháp)                                                | 39              | -             | 243                | thuộc chủ quyền Pháp; gồm Đảo Europa, Đảo Gloriosos (gồm Île Glorieuse, Île du Lys, Verte Rocks, Wreck Rock, Nam Rock), Đảo Tromelin, Đảo Juan de Nova, Bassas da India. |
| Đảo Norfolk (Úc)                                                   | 36              | -             | 244                | Vùng tự quản của Úc. |
| Sint Maarten (Hà Lan)                                              | 34              | -             | 245                | |
| Ma Cao                                                             | 31,3            | -             | 246                | Đặc khu hành chính của CHND Trung Hoa. |
| Tuvalu                                                             | 26              | 194           | 247                | |
| Nauru                                                              | 21              | 195           | 248                | |
| Saint-Barthélemy (Pháp)                                            | 21              | -             | 249                | |
| Sint Eustatius (Hà Lan)                                            | 21              | -             | 250                | |
| Quần đảo Cocos (Keeling) (Úc)                                      | 14              | -             | 251                | Lãnh thổ Úc; gồm 2 quần đảo chính Đảo Tây và Đảo Home. |
| Saba (Hà Lan)                                                      | 13              | -             | 252                | |
| Tokelau (New Zealand)                                              | 12              | -             | 253                | Lãnh thổ New Zealand. |
| Gibraltar (Anh)                                                    | 6,8             | -             | 254                | Lãnh thổ hải ngoại Anh. |
| Đảo Clipperton (Pháp)                                              | 6               | -             | 255                | Sở hữu của Pháp. |
| Quần đảo Ashmore và Cartier (Úc)                                   | 5               | -             | 256                | một phần Lãnh thổ phía Bắc Úc; gồm Bãi cát ngầm Ashmore (các đảo nhỏ Tây, Trung và Đông) và Đảo Cartier. |
| Quần đảo Biển San hô (Úc)                                          | 2,89            | -             | 257                | Lãnh thổ Úc; gồm nhiều đảo nhỏ và đảo san hô rải rác trên 1 diện tích khoảng 780.000 km², với các đảo nhỏ Willis là phần chính yếu. |
| Monaco                                                             | 2,02            | 196           | 258                | Chính phủ Monaco cho rằng diện tích của họ là 1,95 km². |
| Thành Vatican                                                      | 0,49            | 197           | 259                | những số liệu cũ cho thấy là 0,44 km2 |

Ghi chú: Các vùng lãnh thổ được liệt kê và xếp hạng là một phần của một nước có chủ quyền có thể được liệt kê một cách sơ sài; chúng được để trong các dấu ngoặc và in nghiêng.